# Chevillon-sur-Huillard
Chevillon-sur-Huillard – miejscowość i gmina we Francji, w Regionie Centralnym, w departamencie Loiret.
Według danych na rok 1990 gminę zamieszkiwały 1043 osoby, a gęstość zaludnienia wynosiła 54 osoby/km² (wśród 1842 gmin Regionu Centralnego Chevillon-sur-Huillard plasuje się na 377. miejscu pod względem liczby ludności, natomiast pod względem powierzchni na miejscu 682.).